# Atlas (mitologie)
Atlas este unul dintre titani, fiul lui Iapetus și al Clymenei (Themis) și frate cu Epimetheus, Menoetius și cu Prometeu. A avut numeroase fete cu Pleione, fiica lui Oceanus, și cu Hesperia, fiind tatăl Pleiadelor și a lui Calipso.
Atlas a adus mărul de aur al Hesperidelor lui Hercule, a participat la lupta cu giganții - prima generație de divinități monstruoase, violente - și, de partea titanilor în lupta împotriva olimpienilor. Învins de către aceștia din urmă, el a fost pedepsit de Zeus, fiind osândit să poarte veșnic pe umerii săi bolta cerească. Conform unei alte tradiții, Atlas ar fi fost împietrit de către Perseus, fiind transformat în stâncă la vederea chipului Meduzei.